# Tapinopa
Genre
Tapinopa est un genre d'araignées aranéomorphes de la famille des Linyphiidae.

## Distribution
Les espèces de ce genre se rencontrent en écozones holarctique et indomalaise.

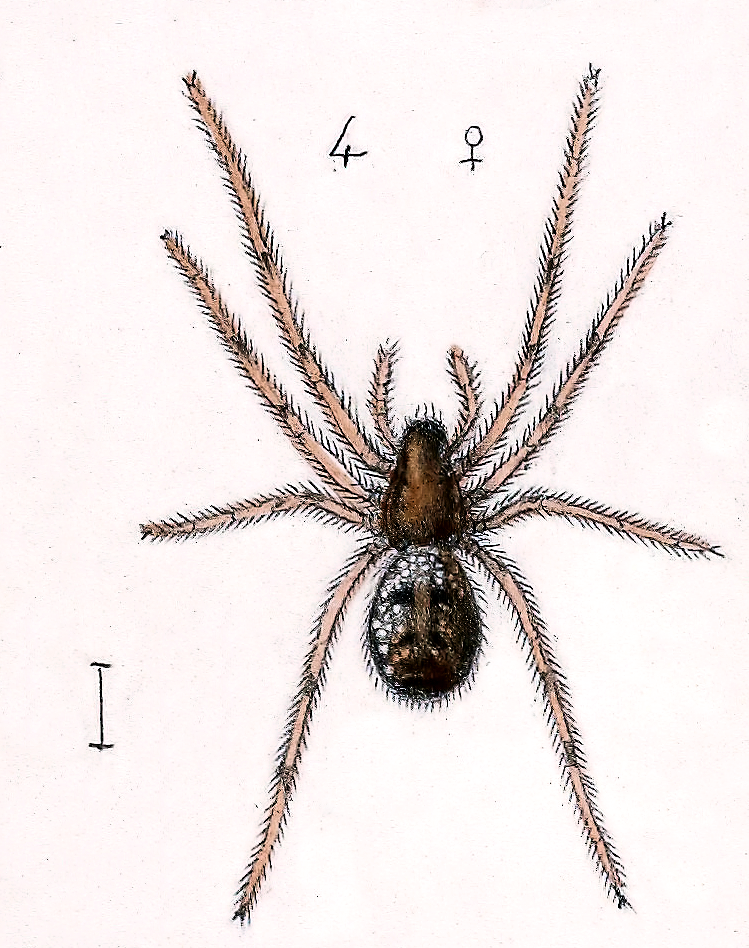
Tapinopa longidens ♀

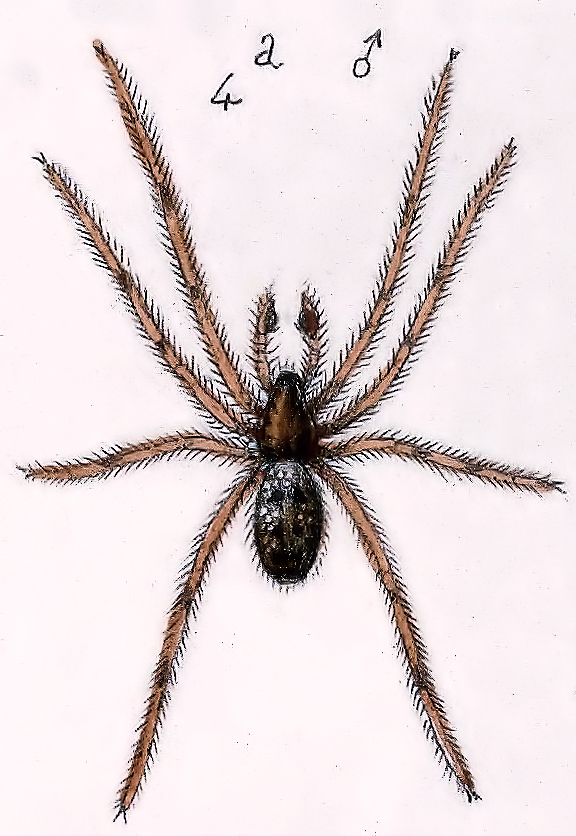
Tapinopa longidens ♂

## Liste des espèces
Selon World Spider Catalog (version 24, 28/01/2023) :
- Tapinopa bilineata Banks, 1893
- Tapinopa disjugata Simon, 1884
- Tapinopa gerede Saaristo, 1997
- Tapinopa guttata Komatsu, 1937
- Tapinopa hentzi Gertsch, 1951
- Tapinopa longicisterna Irfan, Zhang & Peng, 2022
- Tapinopa longidens (Wider, 1834)
- Tapinopa undata Zhao & Li, 2014
- Tapinopa vara Locket, 1982

## Systématique et taxinomie
Ce genre a été décrit par Westring en 1851.

## Publication originale
- Westring, 1851 : « Förteckning öfver de till närvarande tid Kände, i Sverige förekommande Spindlarter, utgörande ett antal af 253, deraf 132 äro nya för svenska Faunan. » Göteborgs Kungliga Vetenskaps- och Vitterhets-samhälles Handlingar, vol. 2, p. 25-62 (texte intégral).